# Ганс Крейсінг
Ганс Крейсінг (нім. Hans Kreysing; нар. 17 серпня 1890, Геттінген, Ганновер — пом. 14 квітня 1969, Ольденбург, Нижня Саксонія) — німецький воєначальник часів Третього Рейху, генерал гірсько-піхотних військ (1944) Вермахту. Один зі 160 кавалерів Лицарського хреста з Дубовим листям та мечами (1944).

## Біографія
22 жовтня 1909 року поступив в 10-й єгерський батальйон. Учасник Першої світової війни. З 1 квітня 1915 року — командир кулеметної роти свого батальйону. В травні 1916 року важко поранений під Верденом і майже півтора року провів у шпиталі. Після одужання 18 жовтня 1918 року призначений командиром 10-го резервного єгерського батальйону.
Під час Листопадової революції 9 листопада 1918 року обраний депутатом Ради робітничих і солдатських депутатів Госларського гарнізону, де зайняв націоналістичні і антикомуністичні позиції. В жовтні-листопаді 1919 року — командир роти добровольчого корпусу «Фон Кірхгайм». Після демобілізації армії залишений у рейхсвері. З 1 листопада 1919 року — командир роти 10-го єгерського батальйону, з 1 жовтня 1920 року — роти 3-го батальйону 17-го піхотного полку. З 1 квітня 1929 року — ад'ютант командування рейхсверу в Оппельні. З 1 січня 1934 року — командир 3-го, згодом — 1-го батальйону 16-го піхотного полку (Ольденбург). З 6 жовтня 1936 року — командир свого полку.
Під час Польської кампанії знаходився на західнонімецькому кордоні. У складі 22-ї піхотної дивізії брав участь у Французькій кампанії. З 23 жовтня 1940 року — командир 3-ї гірської дивізії, дислокованої в Норвегії. З липня 1941 року дивізія діяла в Норвегії і Фінляндії.
В жовтні 1942 року дивізію перекинули на Східний фронт. З 1 листопада 1943 року — командир 17-го армійського корпусу. З 28 грудня 1944 року — командувач 8-ю армією. В кінці війни відійшов у Австрію. 8 квітня 1945 року після капітуляції Німеччини відвів свої війська в Геттінген, де здався британським військам. В 1948 році звільнений.

## Нагороди
- Залізний хрест 2-го і 1-го класу
- Ганзейський Хрест (Гамбург)
- Орден «За заслуги» (Баварія) 4-го класу з мечами
- Хрест «За військові заслуги» (Австро-Угорщина) 3-го класу з військовою відзнакою
- Королівський орден дому Гогенцоллернів, лицарський хрест з мечами
- Нагрудний знак «За поранення» в чорному
- Почесний хрест ветерана війни з мечами
- Медаль «За вислугу років у Вермахті» 4-го, 3-го, 2-го і 1-го класу (25 років)
- Застібка до Залізного хреста 2-го і 1-го класу (24 жовтня 1939) — отримав 2 нагороди одночасно.
- Лицарський хрест Залізного хреста з дубовим листям і мечами
  - лицарський хрест (29 травня 1940)
  - дубове листя (№183; 20 січня 1941)
  - мечі (№63; 13 квітня 1944)
- Штурмовий піхотний знак в сріблі (1940)
- Орден Хреста Свободи 1-го класу з мечами (Фінляндія) (26 жовтня 1941)
- Відзначений у Вермахтберіхт (18 лютого 1944)

Військова кар'єра
- 23 лютого 1909 — фанен-юнкер
- 18 жовтня 1909 — фенріх
- 22 вересня 1910 — лейтенант
- 25 лютого 1915 — обер-лейтенант
- 27 лютого 1919 — гауптман
- 1 лютого 1931 — майор
- 1 липня 1934 — оберст-лейтенант
- 1 серпня 1936 — оберст
- 1 липня 1940 — генерал-майор
- 1 липня 1942 — генерал-лейтенант
- 1 листопада 1943 — генерал гірсько-піхотних військ